# Opigena pyramis
Opigena pyramis là một loài bướm đêm trong họ Noctuidae.